# Коцкање
Коцкање (коцка, игре на срећу) је заједнички назив за све игре које учесницима дају могућност да остваре добитак у новцу, стварима, услугама или правима, при чему исход игре зависи од неког случајног или неизвесног догађаја. Не могу се све игре сматрати играма на срећу, пример су квизови у коме учесник остварује добитак на основу свог знања, а не неког случајног догађаја. Одлуку о томе које ће се игре или квизови сматрати играма на срећу, одлучује Министарство надлежно за послове финансија.
За коцкање је неопходно да су присутна три елемента: размишљање, шанса и награда. Исход опкладе је обично непосредан, као што је једно бацасе коцке, окретање рулетног точка, или пролазак коња кроз циљну линију, мада ни дужи временски оквири нису неуобичајени, њима се омогућава клађење на исходе будућег спортског такмичења или чак целокупне спортске сезоне. Термин коцкање у овом контексту се типично односи на случаје у којима је активност била специфично дозвољена законом.
Коцкање је такође значајна међународна комерцијална активност. Процењује се да је легално коцкарско тржиште остварило $335 милијарди 2009. године. У другим формама, коцкање се може спроводити са материјалима који имају вредност, али нису реалан новац. На пример, играчи кликера могу да се кладе кликерима, и слично томе игре Pogs или Magic: The Gathering се могу играти са колекционарским комадима игре (респективно, малим дисковима и разменом карти) као улога, што резултира у метаигри у погледу вредности играчеве колекције комада.

## Историја

### Порекло
Многе популарне игре у модерним касинима потичу из Европе и Кине. Игре попут крепса, бакарата, рулета, и блекџека воде порекло из разних области Европе. Верзија кеноа, један вид античке кинеске лутрије, се игра у касинима широм света. Исто тако се игра, пај гоу покер, који је хибрид између пај гоу игре и покера.

## Регулација
Многе надлежности, како локалне тако и националне, забрањују коцкање или га у великој мери контролишу лиценцирањем услужних објеката. Такве регулације генерално доводе до коцкарског туризма и илегалног коцкања у областима где оно није дозвољено. Учешће влада, кроз регулацију и опорезивање, је довело до блиске везе између многих владиних и играчких организација, при чему легално коцкање обезбеђује знатне владине приходе, као што је то случај у Монаку или Макау у Кини.
Обично постоје законски прописи који захтевају да су квоте у играчким уређајима статистички рандомне, како би се онемогућило пружаоцима услуга да онемогуће неке од исхода са високим исплатама. Пошто исплате великих износа имају веома малу вероватноћу, бајас куће може веома лако да буде пропуштен уколико се квоте пажљиво не провере.
Већина управа које дозвољавају коцкање захтева од учесника да буду изнад одређеног узраста. У неким областима, коцкарлиски узраст варира у зависности од типа коцкања. На пример, у многим америчким државама особа мора бити преко 21 да би ушла у казино, али може купити лутријски купон са 18 година старости.

### Осигурање
Уговори о осигурању имају многе карактеристике које су заједничке са опкладама. Уговори о осигурању се обично законски разликују као споразуми у којима било која страна има интерес у исходу опкладе који је „изван“ специфичних финансијских услова, нпр. „опклада“ са осигуравачем о томе да ли ће нечија кућа изгорети није коцкање, већ „осигурање“ - пошто власник куће има очигледан интерес за континуирано постојање његовог дома „независно од“ чисто финансијских аспеката опкладе (тј. полисе осигурања). Без обзира на то, уговори о осигурању и коцкању обично се сматрају алеаторним уговорима у већини правних система, иако су предмет различитих врста регулатива.

### Опоравак средстава
У складу са општим правом, нарочито Енглеским правом (Енглески закон о неправедном богаћењу), коцкарски уговори не могу да дају касину статус бона фиде купца, те дозвољавају повраћај украдених средстава у неким ситуацијама. У случају Lipkin Gorman v Karpnale Ltd, где је адвокат користио украдена средства за коцкање у касину, Дом лордова је поништио претходну пресуду Високог суда, одлучујући да касино треба да врати украдена средства осим оних која су предмет одбране промене положаја. Преседани америчког закона су донекле слични. Ставови предментног закона о повраћају коцкарских дугова у случајевима где је губитник украо средства су изложени у „Правима власника украденог новца против оног ко га је освојио у коцкарској трансакцији од лопова“.
Интересантан аспект овог чињеничног обрасца је да се запита шта се догађа када је особа која покушава да изврши повраћај супружник коцкара, а изгубљени новац или имовина је била супружника, или је то била заједничка имовина. То је био један од аспеката којима се бави Пери Мејсонов роман, The Case of the Singing Skirt, и у њему се наводи један стварни случај: Novo v. Hotel Del Rio.

### Религија
Религиозне перспективе о коцкању су мешовите. Древне Хинду поеmе као што су Коцкарско нарицање и Махабхарата сведоче о популарности коцкања међу древним Индусима. Међутим, текст Артхашастра (c. 4. век п. н. е.) препоручује опорезивање и контролу коцкања. Древне јеврејске власти су имале одбојан став према коцкању, чак су имали тенденцију да дисквалификују професионалне коцкаре при избору свједока на суду.
Становиште католичке цркве је став да нема моралне препреке коцкању, докле год је поштено тако да сви учесници имају разумну шансу да победе, док нема преваре, и учесници не знају унапред исход опкладе. Углавном преовладава став да коцкање има друштвене консеквенце, попут оних које је Балзак сатирично описао. Због тих друштвених и религиозних разлога, већина законских надлежности ограничава коцкање. Паскалово гледиште је било да је коцкање прихватљиво докле год су следећи услови испуњени: коцкар може да приушти да изгуби опкладу, зауставља се кад досегне свој лимит, и мотивација је забава а не лична добит која води до „љубави према новцу“ или животног позива. Генерално, католички бискупи нису подржавали коцкање у касинима на бази тога да то превише мами људе у проблематично коцкање или зависност, те има посебно негативан утицај на сиромашне људе; они такође понекад наводе секундарне утицаје као што су повећана заступљеност зеленашења, проституције, корупције, и опште јавне неморалности. Постоји бар један случај где је бискуп који се супротстављао активностима касина, продао земљиште да би се користило за изградњу касина. Неки парохијски пастори такође су се супротставили касинима из додатног разлога да одвлаче људе од црквеног бинга и годишњих фестивала где се игре попут блекџека, рулета, крепса, и покера користе за сакупљање средстава.

## Игре на срећу у Србији
Игре на срећу које се могу спроводити у складу са Законом су:
- Класичне игре на срећу
- Посебне игре на срећу
- Наградне игре у роби и услугама
- Игре на срећу на Интернету

За обављање послова државне управе у области игара на срећу образована је као орган у саставу Министарства финансија, Управа за игре на срећу.

### Класичне игре на срећу
У класичним играма на срећу учествује већи број учесника са намером да буду једини или делимични добитници унапред дефинисаног фонда. Класичне игре на срећу су: лутрија, инстант-лутрија, видео лутрија, спортска прогноза (погађање исхода фудбалских и других спортских такмичења), лото, кено, томбола, бинго, фонто. Учесник у класичној игри на срећу је свако лице које поседује одређене срећке, листиће или друге потврде о уплати или регистровањем у централном компјутерском систему приређивача.

### Посебне игре на срећу
Посебне игре на срећу представљају игре у којима учесници играју један против другог или против приређивача. У посебне игре на срећу спадају: посебне игре на срећу у играчницама, посебне игре на срећу на аутоматима, посебне игре на срећу - клађење. Посебне игре на срећу у играчницама представљају игре које се организују у казинима а где играчи играју један против другог или против приређивача, а играју се са различитим реквизитима као што су карте, коцкице, куглице и сл. У ове игре спадају: Blackjack, амерички рулет, француски рулет, Baccarat (chemin de fer), Craps, Draw покер, Texas Holdem покер, Carribien каро покер, Carribien 7 stid покер. Клађење представља игру на срећу у којој се учесници кладе на различите спортске резултате, исходе спортских мечева, прогнозе победе у различитим такмичењима и сл.

### Наградне игре у роби и услугама
Наградне игре у роби и услугама су игре које у рекламне и друге сврхе приређује правно лице, односно предузетник, у којима се учесницима пружа могућност да остваре награду у стварима или услугама док критеријуме и сагласност утврђује Управа за игре на срећу.

### Организатори
Право на организовање и спровођење игара на срећу има Република. Она може то право пренети на друга правна лица која имају седиште на територији Србије.

#### Класичне игре на срећу
Класичне игре на срећу организује Државна лутрија Србије. Она поседује монопол над организацијом класичних игара на срећу. Државна лутрија Србије може, уз сагласност владе, ангажовати оператере и агенте. Као једини организатор класичних игара на срећу, Државна лутрија Србије мора да испуни одређене услове као и да поседује одређену висину новчаних средстава јер је она једини гарант исплате добитка. Правила за организовање сваке врсте класичних игара на срећу морају бити јавно објављена и доступна свим учесницима. Правила прописује Државна лутрија Србије, а потрвђује их Управа за игре на срећу.

#### Посебне игре на срећу
Организатори посебних игара на срећу могу бити правна лица са седиштем на територији Србије. Да би правно лице могло да приређује посебне игре на срећу потребно је да претходно добије дозволу надлежног органа. За све врсте посебних игара на срећу, правно лице које жели да се бави приређивањем истих, мора да има основни капитал у одређеном износу као и одређену висину новчаних средсава на рачуну банке, како би осигурали исплату добитака (ни Влада ни Државна лутрија Србије не гарантују исплату добитака за игре које приређују друга правна лица). Правно лице које жели да се бави приређивање посебних игара на срећу у играчницама мора да има и аудио-видео надзор, док за приређивање игара на аутоматима мора да се поседује и дозвола о техничкој исправности аутомата. Правна лица која желе да се баве приређивање клађења морају да испуне и низ других услова као што су удаљеност од школа, поседовање хиподрома или уговора закљученог са хиподромом за клађење на резултате коњичких трка, поседовање одређене техничке и софтверске опреме.

#### Наградне игре у роби и услугама
Наградне игре у роби и услугама може оргнизвовати правно лице или предузетник. Он може највише 4 пута у току године да организује наградне игре уз сагласност Управа за игре на срећу. Организатор утврђује врсту и правила игре, као и време трајање игре и висину наградног фонда што мора јавно објавити 30 дана пре почетка наградне игре.

### Државна лутрија Србије
Приређивање игара на срећу представља делатност од општег значаја за Републику. У Србији класичне игре на срећу може организовати само Државна лутрија Србије. Основана је 2004. године у складу са Законом о играма на срећу, као једночлано друштво са оганиченом одговорношћу. Основни капитал Државне лутрије Србије износи 1.000.000 евра у динарској противвредности који обезбеђује Република. Органи Државне лутрије Србије су директор, управни и надзорни одбор. Директора и чланове управног и надзорног одбора именује Влада. Уз претходну сагласност Владе, Државна лутрија Србије може да ангажује оператере (правна лица која приређују одређене класичне игре на срећу) и агенте (предузетници или физичка лица за продају срећака). Међусобна права и обавезе између Државне лутрије Србије и оператера, односно агената регулишу се уговором.

#### ТВ извлачења добитака
Државна лутрија Србије може, за све игре укупно, највише два пута недељно да организује извлачење добитака у телевизијском преносу. Индиректан телевизијски пренос извлачења добитака је забрањен.

#### Одлагање, промена дана или места извлачења добитака
У случају одлагања дана или места извлачења добитака Државна лутрија Србије је дужна да објави одлагање у дневној или недељној штампи пре почетка приређивања игре. Државна лутрија Србије може отказати приређивање игре на срећу, коло или серију поједине игре, за коју је почела продаја срећака, листића или картица с тим што је дужна да врати новац учесницима од продатих срећки, листића или картица, односно уплаћених улога. Након утврђивања добитника Државна лутрија Србије је дужна да у штампи и на продајним местима објави резултаре игре на срећу најкасније седам дана од дана извлачења.

#### Исплата добитака
Исплата новчаног добитка у класичним играма на срећу обавља се у року одређеном правилима игре, а најкасније у року од 60. дана од дана утврђивања добитака. Након истека овог рока, неисплаћена средства постају приход Републике.

#### Расподела новаца лото уплате
| Расподела новаца лото уплате - Уплата лото једна колона 40 динара - Фонд за добитке 20 динара (50%) - Буџет 12 динара (60% од преосталих 50% уплате) - Државна лутрија Србије 8 динара (40% од преосталих 50% уплате) Напомена: У случају добитка, добитник има обавезу да уплати и порез од 20 одсто, што такође иде у буџет, а опорезују се износи већи од 19.467 динара. |

## Правни оквир
Правни оквир представља прописе које управа за игре на срећу примењује у вршењу овлашћења.

### Закон
- Закон о играма на срећу Архивирано на веб-сајту  (3. октобар 2015)

### Уредбе
- Уредба о ближим условима, начину и поступку за издавање дозволе за приређивање посебних игара на срећу у играчницама Архивирано на веб-сајту  (6. март 2016)
- Уредба о одређивању кривичних дела Архивирано на веб-сајту  (3. октобар 2015)
- Уредба о условима и начину ангажовања оператера за приређивање класичних игара на срећу и продају срећака Архивирано на веб-сајту  (3. октобар 2015)

### Правилници
- Правилник о врстама игара на срећу Архивирано на веб-сајту  (5. март 2016)
- Правилник о ближим условима, односно садржини правила игара на срећу Архивирано на веб-сајту  (3. октобар 2015)
- Правилник о начину утврђивања испуњености услова за добијање одобрења за приређивање игара на срећу на аутоматима Архивирано на веб-сајту  (3. октобар 2015)
- Правилник о техничким и функционалним карактеристикамаи техничкој исправности аутомата и столова за игре на срећу Архивирано на веб-сајту  (3. октобар 2015)
- Правилник о одређивању информатичких услова за приређивање посебних игара на срећу на аутоматима Архивирано на веб-сајту  (3. октобар 2015)
- Правилник о начину вођења обавезних евиденција о оствареном промету по аутоматима Архивирано на веб-сајту  (5. март 2016)
- Правилник о условима у погледу опремљености за вршење техничког прегледа и поправке аутомата и столова за игре на срећу Архивирано на веб-сајту  (5. март 2016)
- Правилник о начину утвђивања испуњености услова за добијање одобрења за приређивање игара на срећу - клађење Архивирано на веб-сајту  (3. октобар 2015)
- Правилник о облику и садржини посебне ознаке за играчницу или кладионицу, односно уплатно место кладионице Архивирано на веб-сајту  (3. октобар 2015)
- Правилник о одређивању информатичких услова за кладионице Архивирано на веб-сајту  (3. октобар 2015)
- Правилник о начину вођења обавезних евиденција о оствареном промету у кладионицама[мртва веза]
- Правилник о начину вођења базе података о лицима која су остварила добитак код приређивача игара на срећу Архивирано на веб-сајту  (4. октобар 2015)
- Правилник о ближим елементима за трајну базу података о лицима која улазе у играчницу Архивирано на веб-сајту  (3. октобар 2015)
- Правилник о ближим условима за спровођење аудио - видео надзора, чување документације и обезбеђивање телесне заштите у играчницама Архивирано на веб-сајту  (3. октобар 2015)
- Правилник о садржини евиденција о основницама за плаћање и обрачунавање накнаде за приређивање посебних игара на срећу у играчницама и напојницама и о садржини месечног обрачуна накнаде за приређивање тих игара Архивирано на веб-сајту  (3. октобар 2015)
- Правилник о начину утврђивања испуњености услова за добијање сагласности за приређивање наградне игре у роби и услугама и о начину извештавања о резултатима наградне игре у роби и услугама Архивирано на веб-сајту  (8. март 2016)

### Одлуке
- Одлука о динамици давање дозвола за приређивање посебних игара на срећу у играчницама Архивирано на веб-сајту  (3. октобар 2015)
- Одлука уставног суда Архивирано на веб-сајту  (11. април 2014)